# كلية رولينز

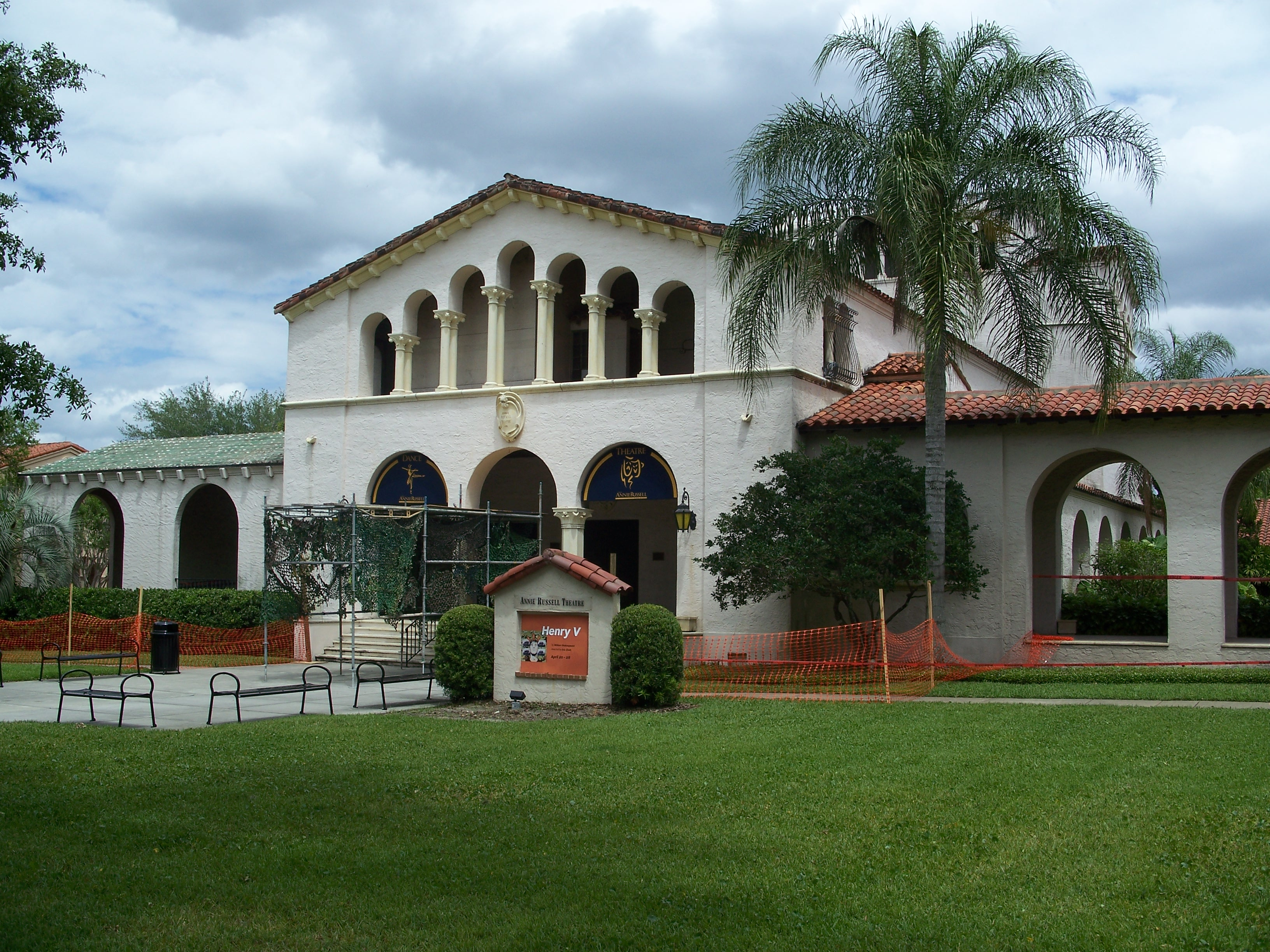
مسرح كلية رولينز

كلية رولينز هي كلية فنون ليبرالية خاصة تقع في وينتر بارك بولاية فلوريدا. تأسست عام 1885 وتضم حوالي 30 تخصصًا جامعيًا والعديد من برامج الدراسات العليا. وهي أيضًا أقدم مؤسسة ما بعد الثانوية في فلوريدا، وقد تأسست في نوفمبر عام 1885.

## التاريخ
كلية رولينز هي أقدم مؤسسة ما بعد الثانوية في فلوريدا، وكانت مستقلة وغير طائفية ومختلطة منذ تأسيسها. عرضت لوسي كروس، مؤسسة معهد دايتونا في عام 1880، مسألة إنشاء كلية في فلوريدا قبل الكنائس التجمعية في عام 1884. في عام 1885، وضعتها الكنيسة في اللجنة المسؤولة عن تحديد موقع أول كلية في فلوريدا. تُعرف كروس باسم «كلية أم رولينز». تم دمج رولينز وتنظيمها وتسميتها في مبنى ليمان بارك القريب من سانفورد بولاية فلوريدا في 28 أبريل 1885، وافتتح للدروس في وينتر بارك في 4 نوفمبر من ذلك العام. تم تأسيسها من قبل أتباع نيو إنجلاند المصلين الذين سعوا إلى جلب أسلوبهم في تعليم الفنون الحرة إلى حوض سانت جون الحدودي. تم تخصيص لوحة تذكارية تضم أسماء المؤسسين في 1 مارس 1954 ويتم عرضها في وسط مدينة سانفورد التاريخي.
كان من بين المتبرعين الأوائل لكلية رولينز رجل الأعمال من شيكاغو ألونزو رولينز (1832-1887)، الذي سميت الكلية باسمه. قدم رولينز تبرعات كبيرة لتمكين تأسيس الكلية، وكان وصيًا وأول أمين صندوق لها.
كان فرانكلين فيربانكس من سانت جونزبري، فيرمونت من أوائل المستفيدين الأوائل. كان فيربانكس رئيسًا لشركة العائلة، فيربانكس سكيلز، وكان مؤسس وينتر بارك، وهو أحد المتبرعين لكلية رولينز وأمينًا.
في مارس من عام 1936 أثناء زيارة لوسط فلوريدا، مُنح الرئيس الأمريكي فرانكلين دي روزفلت درجة فخرية في الأدب في كنيسة نولز بالحرم الجامعي. ومن بين الرؤساء الأمريكيين الآخرين الذين زاروا الحرم الجامعي كالفن كوليدج (1930)، وهاري ترومان (1949)، ورونالد ريغان (1976 ؛ قبل انتخابه عام 1980)، وباراك أوباما (2012).

### الخلافات

#### إقالة جون أندرو رايس
في مارس 1933، طَرد الرئيس هاملتون هولت جون أندرو رايس، الباحث الملحد والمعلم غير التقليدي، الذي وظفه هولت مع ثلاث «شخصيات ذهبية» أخرى (كما أطلق عليهم هولت)، في مساعيه لوضع رولينز في طليعة تعليم مبتكر. ثم طلب هولت من جميع الأساتذة تقديم «تعهد بالولاء» للاحتفاظ بوظائفهم. تم التحقيق في القضية التي حظيت بتغطية إعلامية واسعة من قبل الرابطة الأمريكية لأساتذة الجامعات، وهي معروفة باسم «قضية كلية رولينز» بين مؤرخي الحيازة. انتقدت الرابطة الأمريكية لأساتذة الجامعات رولينز. رايس والشخصيات الذهبية الثلاث الأخرى، تم استبعادهم جميعًا لرفضهم التعهد بالولاء. سرعان ما أسسوا كلية بلاك ماونتن التجريبية، مع هدية من عضو هيئة تدريس سابق في كلية رولينز.

#### تمثال أوكيناوا
في أكتوبر 1994، تصدرت المدرسة عناوين الصحف الدولية عندما طلبت حكومة اليابان، بناءً على طلب محافظة أوكيناوا، إعادة تمثال تم اعتباره نهبًا للحرب بعد معركة أوكيناوا في عام 1945 من قبل كلينتون سي نيكولز، ثم - ملازم أول في البحرية الأمريكية وشب رولينز. قدم نيكولز تمثال نينومييا سونتوكو، الزعيم الزراعي الياباني البارز في القرن التاسع عشر والفيلسوف والأخلاقي والاقتصادي، إلى الرئيس آنذاك هاملتون هولت، الذي وعد بالحفاظ على التمثال بشكل دائم في الردهة الرئيسية لمبنى إدارة وارن. في البداية، رفضت المدرسة العرض الذي قدمه مسؤولو أوكيناوا، الذين اقترحوا تقديم نسخة طبق الأصل من التمثال إلى المدرسة في حالة إعادة الأصل إلى الجزيرة. بعد التشاور مع كل من وزارة الخارجية الأمريكية ومجلس أمناء المدرسة، قبلت الرئيسة آنذاك ريتا بورنشتاين العرض وأعيد التمثال إلى أوكيناوا في عام 1995 للاحتفال بالذكرى الخمسين لنهاية الحرب العالمية الثانية. بالإضافة إلى تزويد المدرسة بنسخة طبق الأصل من التمثال الأصلي، وقعت حكومة أوكيناوا ورولينز «اتفاقية تعاون» تتعهد بتطوير مشاريع تعاونية إضافية بين الكلية ومدرسة شوغاكو جونيور والثانوية العليا، مدرسة أوكيناوا حيث تم وضع التمثال الأصلي.

#### قضية كيريس
في 31 مارس 1998، تم العثور على جثة جينيفر ليا كيريس، طالبة في السنة الثانية، في صالة نومها وارد هول من قبل مساعد سكني. كانت كيريس، التي حضرت حفلة أخوية أقامها فرع تاو كابا إبسيلون في الحرم الجامعي قبل ساعات من وفاتها، مخموراً قانونياً ولديها كمية كبيرة من الأدوية الموصوفة في نظامها. في البداية، حكم مساعد الفاحص الطبي في مكتب الطبيب الشرعي في مقاطعة أورانج بأن وفاة كيريس هي جريمة قتل. ومع ذلك، سرعان ما تم تغيير هذا الاستنتاج بعد أن حكم شاشي جور، كبير الفاحصين الطبيين في المقاطعة، بأنها توفيت نتيجة لجرعة زائدة من الأدوية التي تصرف بوصفة طبية. طلب والدا كيريس، اللذان اعتقدا دائمًا أن ابنتهما تعرضت للاغتصاب والقتل على يد صديقها في الكلية، إجراء تحقيق مطول من الولاية في وفاة ابنتهما لاعتقادهما أن قسم شرطة وينتر بارك فاشل القضية. في 4 مارس 2004، حكم بروس هيما، كبير الفاحصين الطبيين في مقاطعة ميامي ديد وخبير علم السموم الذي عينه المدعي العام للولاية لوسون لامار، بأن كيريس قد انتحر عن طريق جرعة زائدة من الأدوية التي تصرف بوصفة طبية. تم إغلاق التحقيق الذي استمر سبع سنوات رسميًا في 13 أبريل 2005. بغض النظر عن نتيجة التحقيق، طلبت عائلة كيريس من الحاكم آنذاك جيب بوش إحضار فاحص طبي خارجي لإلقاء نظرة أخرى على الحالة ونتائج التشريح والأمر بإجراء تحقيق مستقل في وفاة ابنتهم لحل ما أطلقوا عليه "المبارزون الطبيون" ".

#### مقالة الهجرة
في مارس 2011، حظيت المدرسة بتغطية إعلامية كبيرة بعد نشر مقال افتتاحي في صحيفة المدرسة ذا ساندسبور (بالإنجليزية: The Sandspur)، وكتبه الكاتب الطالب الجديد جيمي بيزي، مما أدى إلى احتجاج العديد من الطلاب وأعضاء هيئة التدريس في المدرسة. في المقال، قارن بيزي المهاجرين غير الشرعيين بمتسللي المنازل وانتقد منح الجنسية التلقائية لجميع الأطفال المولودين في الولايات المتحدة بغض النظر عن جنسية الوالدين. ظهرت بيزي على قناة فوكس أند فريندز (بالإنجليزية: Fox & Friends)، واعتذرت عن اختيارها للكلمات عندما وصفت أطفال المهاجرين غير الشرعيين. ومع ذلك، فقد تمسكت برأيها القائل بضرورة تغيير التعديل الرابع عشر لدستور الولايات المتحدة لإنهاء المواطنة التلقائية للأطفال المولودين على الأراضي الأمريكية.

#### تدابير أمنية
في سبتمبر 2011، نتيجة للسطو المشتبه به في استخدام الحرم الجامعي للاختباء من ضباط إنفاذ القانون وكذلك السطو المسلح لطالبين كانا جالسين في سيارة خارج مسكنهم في غضون أسبوع واحد، بدأت إدارة المدرسة مناقشات حول الأمن الجديد تدابير. تشمل بعض الإجراءات حظر أو تقييد الوصول إلى أربعة مداخل للمدرسة وتركيب كاميرات أمنية جديدة لضمان سلامة الطلاب وأعضاء هيئة التدريس في الحرم الجامعي. في 7 يناير 2014، تم إجراء تمرين واسع النطاق مع ضباط الشرطة المسلحة للتأكد من أن المدرسة كانت جاهزة في حالة وقوع حادث معاد في الحرم الجامعي. في أكتوبر 2014، نبه مسؤولو المدرسة الطلاب بأربعة حوادث في أحد مواقف السيارات العامة بالقرب من الحرم الجامعي حيث تعرضت الطالبات للتهديد من قبل المعتدي الذكر.

## حرم الجامعة
يبلغُ حرم رولينز الجامعي نحو 70 أكر (28 ها)، يحتوي على مجموعة من وسائل الراحة، بما في ذلك مسرح للفنون المسرحية. مركز الحرم الجامعي كورنيل؛ ومركز ألفوند الرياضي. تقع الكلية في مكان خلاب في وينتر بارك، فلوريدا على الجانب الآخر من بارك أفينيو.

### قاعة بوغسلي وقاعة ماي فلاور
في عام 1930، أعلن الرئيس هولت عن هدايا كورنيليوس بوجسلي ومانح مجهول لبناء مهاجع للسيدات. تم تخصيص قاعات بوغسلي وماي فلاور في عام 1931. تلقت قاعة ماي فلاور اسمها من سفينة الحج. جمعية الأصدقاء في تشالفونت سانت جايلز، باكينجهامشاير، أعطت رولينز مقطعًا يبلغ قطره 16 بوصة من الشعاع من السفينة، والتي تم اكتشافها لبناء حظيرة قش في إنجلترا. تم وضع كتلة من الخشب فوق المدفأة في قاعة ماي فلاور. انتقلت أخوية تاو كابا إبسيلون إلى بوغسلي هال في عام 1997 واحتلت كل عام دراسي باستثناء عام واحد منذ ذلك الحين. في التسعينيات، كانت هناك صفوف من الشجيرات على جانبي الرصيف المؤدي إلى بوغسلي هال، التي تقع في نهاية شارع بارك.

### تشيس هول
تم بناء تشيس هول في عام 1908. تم استخدامه لأول مرة كمسكن للرجال حتى عام 1966. من عام 1966 حتى عام 1999 تم استخدامه من قبل الأخوة سيجما في إبسيلون، تليها أخوية في ديلتا ثيتا. تأسس مركز لوسي كروس للنساء وحلفائهن في عام 2010 في كلية رولينز في تشيس هول، الغرفة 205. سمي المركز باسم لوسي كروس، «كلية رولينز».

### كروس هول
تم تسمية كروس هول على اسم لوسي كروس، «ماذر أوف رولينز كوليج».

### هوكر هول
تم تسمية هوكر هول على اسم أول رئيس لكلية رولينز، إدوارد بايسون هوكر (1838-1904). تم استخدام المبنى في الأصل كمسكن لأخوية ثيتا كابا نو ثم، في عام 1939، انتقلت أخوية لامبدا تشي ألفا  كان هوكر تشي بسي في كلية ميدلبري (مو 54) ولعب دورًا أساسيًا في إحضار فصل تشي بسي، ألفا مو دلتا، إلى رولينز في عام 1977. اليوم، هوكر هول هي موطن لأخوة تشي بسي، وهي معروفة للعديد من أعضاء هيئة التدريس والطلاب باسم ذا تشي بسي لودج.

### كوخ بينهورست
يذكر موقع كلية رولينز أن كوخ بينهورست (بالإنجليزية: Pinehurst Cottage) وهما المبنيان اللذان تم إنشاؤهما عندما تأسست الكلية، عانوا من حريق في عام 1909 دمر نولز هول وحرق كوخ بينهورست الخارجي. كوخ بينهورست، الذي كان في الأصل عبارة عن قاعة إقامة للنساء، تحولت على مر السنين إلى مهجع للرجال، ومهجع مشترك، ومنزل الرئيس وارد، ومكتبة، ومختبر كيمياء، ومستوصف، ثم فصل دراسي. في نوفمبر 1985، تلقى كوخ بينهورست جائزة المعلم التاريخي من لجنة الحفظ التاريخي وينتر بارك. تم تجديد الكلية لتحافظ على الشكل الأصلي للمبنى. اليوم، كوخ بينهورست هو قاعة إقامة مختلطة تضم مجموعة اهتمامات خاصة تعزز التحصيل الأكاديمي خارج الفصل الدراسي.

### ألفوند بوتهاوس
بني في عام 1988 لتلبية احتياجات فرق التزلج على الماء والإبحار في كلية رولينز. يقع ألفوند بوتهاوس على بحيرة فيرجينيا ولديه ما مجموعه 3 مكاتب يستخدمها مدربو التزلج على الماء والإبحار، بالإضافة إلى فصل دراسي وخليج للقوارب ومنصة مراقبة. تم تجديد الواجهة الخارجية في عام 2016.

### نصب السلام

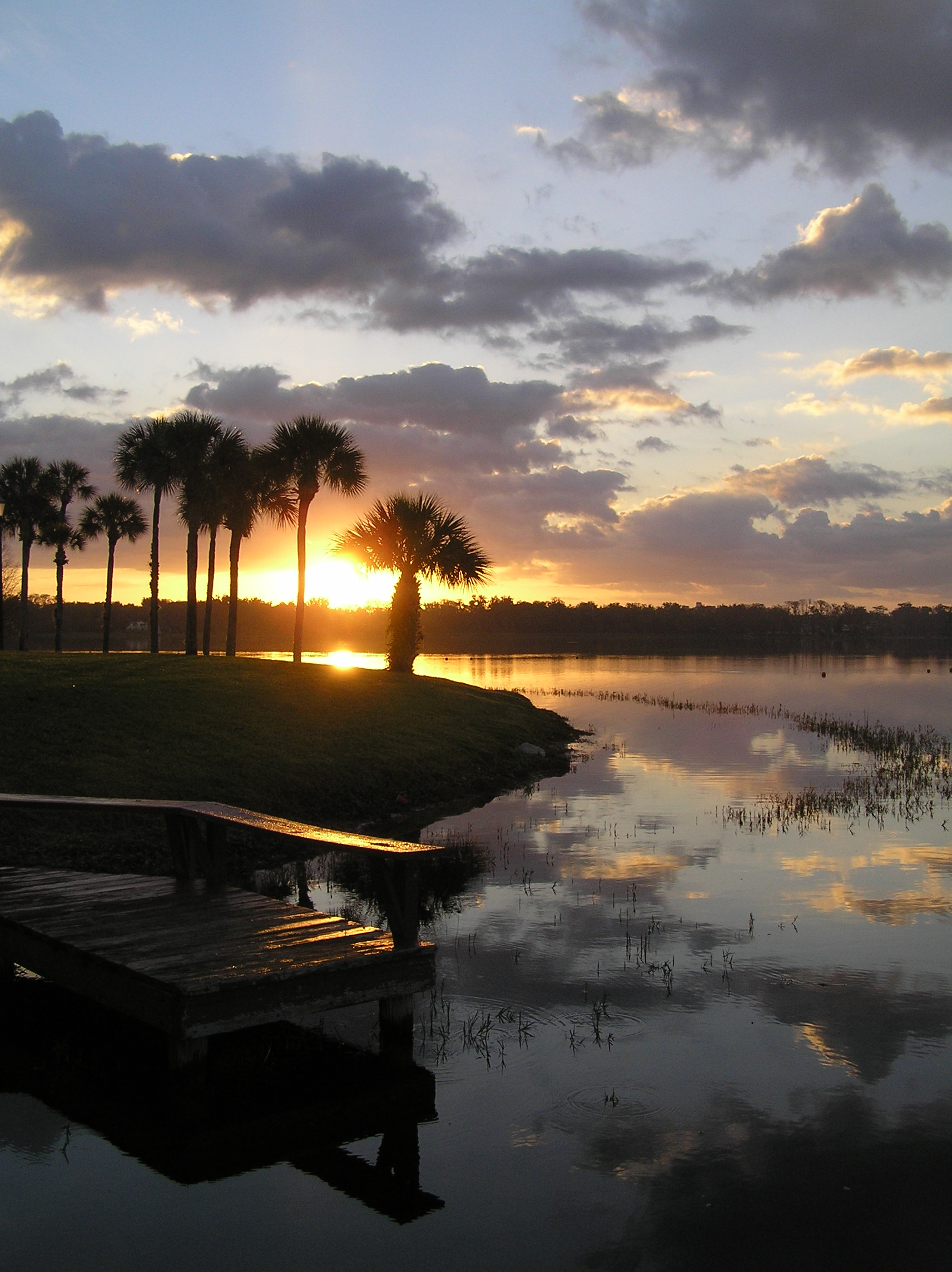
شروق الشمس فوق بحيرة فيرجينيا من حرم كلية رولينز

تم تشييده في عام 1938 وتم تكريسه في يوم الهدنة من قبل رئيس الكلية هاملتون هولت، ويتكون من قذيفة مدفعية ألمانية، استسلمتها ألمانيا في نهاية الحرب العالمية الأولى، مثبتة على قاعدة، تحمل هذا النقش:
محرك التدمير والتعذيب والموت هذا يرمز إلى:
دعارة المخترع
جشع الشركة المصنعة
ذنب دم رجل الدولة
وحشية الجندي
حب الوطن المنحرف
الحط من الجنس البشري
إن إمكانية استخدامه كأداة للدفاع عن الحرية والعدالة والحق في الوقت الحاضر يبطل حقيقة الكلمات المحفورة هنا.
— هاملتون هولت
سرق المخربون النصف العلوي من النصب التذكاري خلال الحرب العالمية الثانية، لكن اللوحة من النصف السفلي بقيت موجودة في بئر السلم المؤدي إلى الطابق الثاني من مبنى ميلز التذكاري. في عام 2000، ظهر نصب السلام في كلية رولينز في مقال في نيويورك تايمز.

### معهد وينتر بارك
حديقة معهد الشتاء، وتقع في أسولا لودج على إنترلاشن الجادة، ويجلب العلماء والقادة والفنانين من مختلف المجالات من التخصصات والخبرات للحرم رولنز ل الندوات، الندوات، المحاضرات، المقابلات، المعارض، القراءات، وفصول رئيسية التي هي دائمًا مجاني ومفتوح للجمهور. بعد الإرث الذي بدأه الرئيس هاملتون هولت واستمر به الرئيس هيو ماكين، بدأ المعهد في خريف عام 2008، وكان أول ضيف، الشاعر الأمريكي بيلي كولينز، الذي عاد كل عام منذ ذلك الحين. ومن الضيوف الآخرين روبرت إف كينيدي جونيور وكين بيرنز وغلوريا ستاينم وجين جودال وبول سيمون وإيتزاك بيرلمان ونيكولاس كريستوف وشيريل وو دان وجين باولي ومؤخراً السير بول مكارتني.

### مكتبة أولين
تم تخصيص مكتبة رولينز أولين في عام 1985، بمنحة قدرها 4.7 مليون دولار أمريكي من مؤسسة إف دبليو أولين (بالإنجليزية: FW Olin Foundation)11.7 مليون دولارًا أمريكيًا) اليوم). يبلغ ارتفاعها أربعة طوابق، 54,000 قدم مربع (5,000 م2) تحتوي على آلاف المجلدات والدوريات والمسلسلات والموارد الإلكترونية وعدد من المجموعات الخاصة ومئات من الأقراص المدمجة وأقراص دي في دي وأشرطة الفيديو. من عام 1909 حتى عام 2011، كانت المكتبة مستودعًا للوثائق الحكومية الفيدرالية. لا يزال أولين يوفر الوصول إلى مئات الموارد الحكومية عبر الإنترنت. كانت مكتبة أولين واحدة من ثلاثة متلقين لجائزة آي سي آر إل للتميّز في المكتبات الأكاديمية لعام 2013.

#### مركز أولين للأبحاث والمعلومات الإلكترونية
تم أيضًا إنشاء مركز أولين للأبحاث والمعلومات الإلكترونية في عام 1998 بهدية ثانية بقيمة 2.7 مليون دولار أمريكي من مؤسسة إف دبليو أولين 4.35 مليون دولارًا أمريكيًا) اليوم). يتميز المركز بأحدث التقنيات، بما في ذلك محطات الكمبيوتر والطابعات الملونة والماسحات الضوئية وأجهزة التحويل الرقمي للصوت والفيديو والأقراص المدمجة وأقراص الفيديو وأشرطة الفيديو. تسهل هذه الأدوات الإبداع حيث يقوم الطلاب بمتابعة أسئلة البحث وإعداد عروض تقديمية متعددة الوسائط وإنشاء صفحات ويب.

#### مكتبة كارنيجي
تعد مجموعة مكتبات أولين واحدة من أقدم المجموعات وأكثرها شمولاً في وسط فلوريدا، ويعود تاريخها (1909-1951) إلى مكتبة كارنيجي التي تأسست كواحدة من مكتبات فلوريدا الأربعة عشر الأصلية التي مولها أندرو كارنيجي. تتكون المجموعة الأصلية، عند تأسيس كلية رولينز عام 1885، من كتاب مقدس مسيحي واحد وقاموس واحد. وفقًا لكوهين (2006)، فإن تبرع كارنيجي بـ 108 مكتبة للكليات في العقدين الأولين من القرن العشرين ساعد 10٪ من مؤسسات التعليم العالي في الولايات المتحدة. كان لدى كارنيجي تفضيل للكليات والجامعات التي تخدم الطلاب الأمريكيين من أصل أفريقي، وهو ما لاحظه رئيس كلية رولينز ويليام فريمونت بلاكمان أن المدرسة فعلتها في رسالة إلى كارنيجي تدعو فيها إلى مكتبة في عام 1904:
| « | حقيقة أنها الكلية الوحيدة في البلد، في الشمال أو الجنوب، حيث يجلس أحفاد دعاة إلغاء عقوبة الإعدام والجنود المتحالفين بأعداد متساوية معًا في نفس الفصل ويلعبون معًا في نفس المجال الرياضي، ويتعلمون وهكذا نفهم ونحترام ونحب بعضنا البعض. | » |

طلب بلاكمان يتألف من 35,000 دولار في المجموع (1,008,130 دولار اليوم): «20000 دولار لبناء مقاومة للحريق، 3000 دولار لشراء الكتب، و 12,000 دولار كما وقفا لشراء المستمر من الكتب» (576,074 دولار 86,411 دولار و345,644 دولار اليوم على التوالي). تلقى بلاكمان ردًا من سكرتير كارنيجي، جيمس بيرترام، أشار إلى أن الطلب كان عامًا جدًا بحيث لا يمكن النظر فيه، وأن كارنيجي سيحتاج إلى ملف تعريف عن الجامعة قبل النظر فيه. تم إحراز تقدم طفيف لأكثر من عام، عندما كتب بلاكمان مرة أخرى إلى كارنيجي، مشيرًا إلى حاجة الجامعة إلى مكتبة. كتب أمناء الجامعة وأصدقائها إلى كارنيجي نيابة عن بلاكمان، بما في ذلك دبليو دبليو كومر، الوصي من جاكسونفيل الذي عمل في مجلس إدارة مكتبة كارنيجي الجديدة بالمدينة. جلبت رسالة مؤرخة في 22 يونيو 1905 ومكتوبة من منزل كارنيجي في اسكتلندا الأخبار الترحيبية لعرض مكتبة. عرض كارنيجي 20000 دولار (576,074 دولارًا اليوم) لبناء مكتبة شريطة أن يتم جمع نفس المبلغ لصيانة المكتبة. بينما كان بلاكمان ممتنًا لاقتراح كارنيجي، لم يكن مرتاحًا لشروطه لأن مبلغ التمويل المطلوب لمطابقة عرض كارنيجي سيضع ضغطًا على أولئك الذين تبرعوا لبدء صندوق الهبات بالكلية البالغ 200000 دولار بالإضافة إلى سداد دين قدره 30 ألف دولار (6.62 مليون مجتمع اليوم). في مراسلات مع بيرترام بتاريخ 11 يوليو 1905، كتب بلاكمان (وفقًا لكوهين):
| « | تقع كليتنا في أفقر الولايات [فلوريدا]، بعيدًا عن جميع مراكز الثروة والسكان، وقد بذل أصدقاؤنا جهدًا كبيرًا في محاولة لجمع 230 ألف دولار في غضون عامين. لستُ متأكدًا بأي حالٍ من الأحوال من أنه يمكننا تلبية شروط السيد كارنيجي. | » |

في رسالة في كانون الثاني (يناير) 1906 كتب بلاكمان إلى كارنيجي يعبر فيها عن قلقه بشأن استيفاء شروط الهدية، مشيرًا إلى أن الكلية عليها ديون كبيرة تحمل «قدرًا كبيرًا من التضحيات الذاتية من جانب أصدقائنا». في ذلك الصيف، مُنحت كلية أخرى في فلوريدا، هي جامعة ستيتسون، 40 ألف دولار (1,152,148 دولارًا اليوم) لمكتبة من جامعة كارنيجي. عند تعلم هذا بلاكمان، كتب مرة أخرى إلى كارنيجي، ساعيًا إلى تعديل الشروط الأصلية للاتفاقية لتتناسب مع المبلغ الذي تم منحه لشركة ستيتسون. تم رفضه، ولكن بعد عام تمكن من إخطار كارنيجي بأن أمناء المدرسة تمكنوا من مطابقة مبلغ 20.000 دولار الضروري لمنح الهدية. كتب بيرترام إلى بلاكمان ليبلغه أن كارنيجي قد «فوض أمين الصندوق... لترتيب المدفوعات في مبنى المكتبة، مع تقدم العمل، في حدود عشرين ألف دولار.» (638,825 دولارًا اليوم) تم تخصيص المكتبة، التي ستُطلق عليها اسم قاعة كارنيجي، في 18 فبراير 1909.
تبلغ مساحة المبنى أكثر من 8000 قدم مربع، وكان أول مبنى مكتبة مخصص للمدرسة. كانت بمثابة مكتبة من عام 1909 حتى عام 1951. بالإضافة إلى وظيفتها كمكتبة، عملت كارنيجي هول أيضًا كمكتب بريد للمدرسة. منذ أن تم نقل المكتبة من كارنيجي إلى مكتبة ميلز التذكارية المبنية حديثًا، فقد احتوت أيضًا على مكتبة، ومكتب القبول، ومكاتب أعضاء هيئة التدريس، ومكتب الموارد البشرية.

### مركز العلوم أرشيبالد جرانفيل بوش
يحتوي مركز بوش للعلوم، في رولينز على أحدث الفصول الدراسية الذكية ومكاتب أعضاء هيئة التدريس و38 معملًا للتدريس والبحث في العلوم الفيزيائية والسلوكية والرياضيات وعلوم الكمبيوتر. مركز العلوم هو المكان الذي أطلق فيه دونالد ج.كرام دراساته الكيميائية، ليصبح الحائز على جائزة نوبل في الكيمياء عام 1987. بدأ بناء إعادة تصميم مركز أرشيبالد جرانفيل بوش للعلوم في ربيع عام 2012، واكتمل قبل بداية فصل الخريف 2013. مركز العلوم، الذي تبلغ مساحته 103580 قدمًا مربعًا وتكلف ترقيته 30 مليون دولار (34.5 مليون اليوم)، هو الآن أكبر مبنى في رولينز. يتكون من ثلاثة طوابق ويضم 51 مكتبًا و15 فصلاً دراسيًا و15 مختبرًا للتدريس و19 مختبرًا للبحوث و18 صالة للطلاب/أعضاء هيئة التدريس.

### متحف رولينز للفنون
يقع متحف كورنيل للفنون الجميلة على أرض المدرسة ويحتوي على أعمال فنية وأشياء من العصور القديمة إلى القرن الحادي والعشرين. تم بناء المتحف بدلاً من متحف آكلاند للفنون في رولينز ؛ أراد المليونير وهواة جمع الفن ويليام هايز أوكلاند (1855-1940) أن يترك ثروته لجامعة جنوبية لمتحف فني وقلص خياراته إلى جامعة ديوك وجامعة نورث كارولينا في تشابل هيل ورولينز بهذا الترتيب. بعد وفاة أكلاند، رفض دوك الطلب، وقام كل من يو إن سي ورولينز، المستبعدان من وصية أكلاند النهائية، برفع دعوى لتحديد موقع متحف Ackland في حرم جامعيهما. في قضية عُرضت على المحكمة العليا للولايات المتحدة، انحاز أمناء أكلاند إلى يو إن سي، لكن محكمة أدنى حكمت لصالح رولينز، منحت محكمة أعلى في النهاية الوصية إلى قيادة الأمم المتحدة. ومثل رولينز في القضية المدعي العام الأمريكي السابق هوميروس كامينغز.

### مسرح آني راسل
مسرح آني راسل هو مسرح تاريخي في وينتر بارك، فلوريدا، يقع في مبنى كلية رولينز. سُمي المسرح على اسم الممثلة الإنجليزية المولد آني راسل عام 1931، والتي درست في رولينز حتى وفاتها بمرض رئوي عام 1936. تم تصميمه من قبل المهندس المعماري ريتشارد كينيل من كينهل وإليوت. في أكتوبر 1998، تم إضافته إلى السجل الوطني للأماكن التاريخية.

### نولز ميموريال تشابل

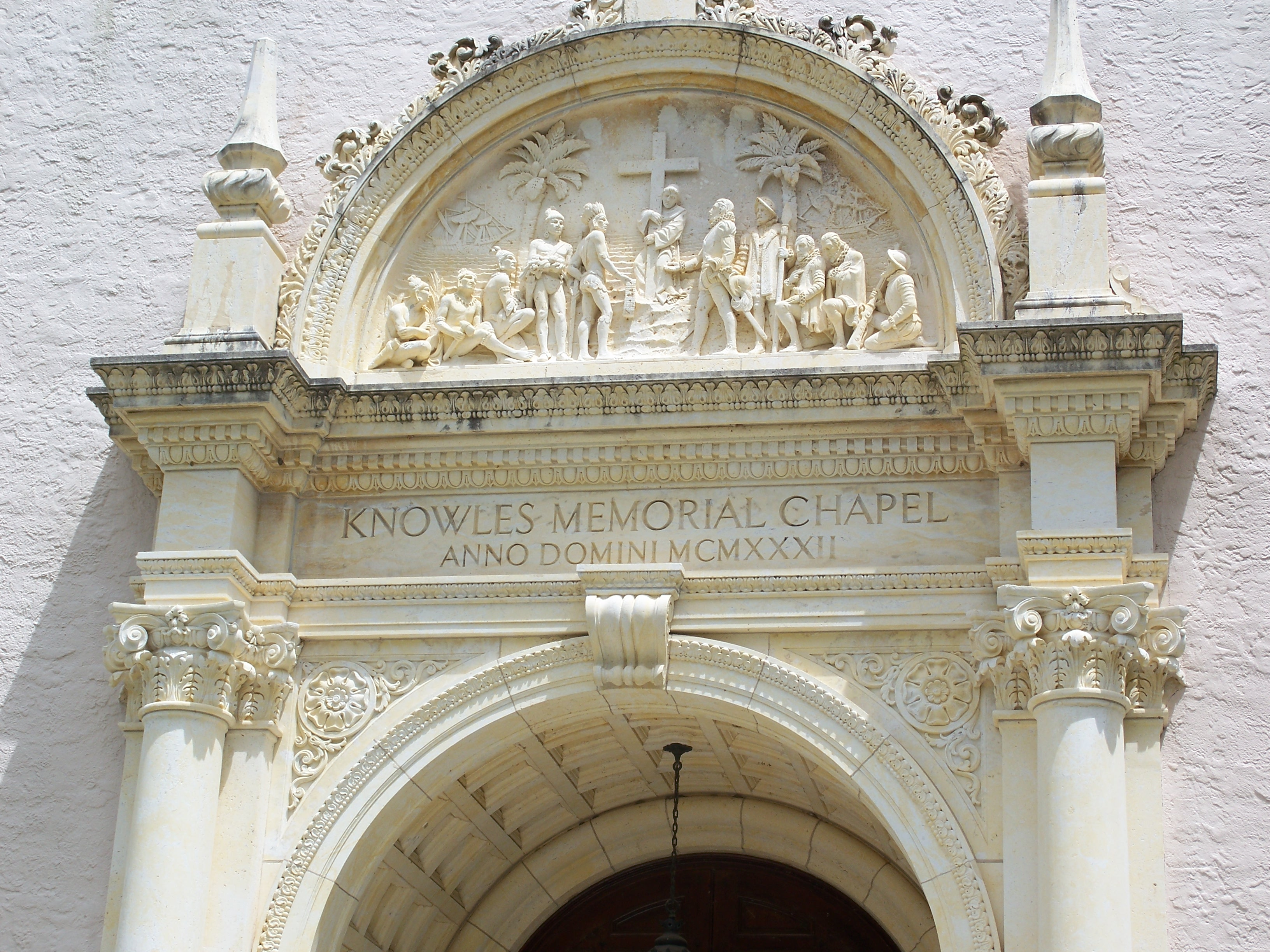
نولز ميموريال تشابل

كنيسة نولز التذكارية هي كنيسة صغيرة تاريخية في حرم رولينز. في فبراير 1998، تم إضافته إلى السجل الوطني للأماكن التاريخية. تم تمهيد الكنيسة في 9 مارس 1931 وتم وضع حجر الأساس في 12 مايو من نفس العام. تمت خدمة التفاني للكنيسة بعد عام واحد فقط في 29 مارس 1932. على الرغم من أن رولينز أسست من قبل لجنة تعليمية تابعة للكنيسة التجمعية، إلا أنها لا تنتمي إلى أي دين، لذا فإن الكنيسة صغيرة متعددة الطوائف. تقام القداس البروتستانتي صباح يوم الأحد، ويقام القداس الكاثوليكي في أمسيات الأحد.

### ممشى المشاهير
يتكون ممشى رولينز للشهرة، الذي يدور حول حديقة ميلز، من أحجار مأخوذة من أماكن مرتبطة بأشخاص تاريخيين. جاء رئيس الكلية السابق هاملتون هولت بهذه الفكرة في عشرينيات القرن الماضي، وأسس ممر المشاهير على «مسيرة الأسلاف» في منزله في كونيتيكت. كتب هولت أن الفكرة كانت «فريدة من نوعها في التصور والتنفيذ».
كرّس هولت رسميًا ممشى المشاهير في أكتوبر 1929، وأطلق عليه في الأصل اسم مسار الشهرة التذكاري. قدم هولت 22 حجرًا، بما في ذلك أحجار من منازل النجوم الأمريكيين جورج واشنطن وهنري وادزورث لونجفيلو ودانييل ويبستر وكالفين كوليدج ورالف والدو إيمرسون. كانت الإضافات المبكرة إلى ممشى المشاهير في الغالب أمريكية، ولكن الإضافات اللاحقة ستشمل أحجارًا من أماكن مرتبطة بشخصيات مشهورة عالميًا متنوعة مثل القديس أوغسطين، والإمبراطور همايون، وويليام وردزورث. بحلول عام 1932، كان ممشى المشاهير يضم أكثر من 200 حجر، هولت قد أحضره بنفسه إلى الحرم الجامعي: حجر تشارلز ديكنز الذي التقطه أثناء زيارته لتلة جاد، وادعى أن حجر محمد قد أعيد من مكة من قبل أخت طالبة «معرضة لخطر الغرامة والسجن».
بعد تقاعد هولت كرئيس للكلية في عام 1949، لم تعد هناك سلطة مركزية لمسيرة المشاهير، وعلى مدار العقدين التاليين بدأت الأحجار تختفي، غالبًا في وقت التخرج ؛ تم إلقاء الكثير في بحيرة فيرجينيا. فقط في الثمانينيات، تحت رئاسة ثاديوس سيمور (رئيس من 1978 إلى 90)، كان هناك مسؤول لابيداري مسؤول عن العناية بالحجارة. اعتبارًا من عام 2003، كان لدى ممشى المشاهير حوالي 530 حجرًا، الغالبية العظمى (455) تكريم الرجال. ترتبط معظم الأحجار بأشخاص محددين، ولكن القليل منها - مثل الأحجار من أستراليا وجدار برلين - أماكن أو أحداث شرفية.

## أكاديميون
تضم رولينز ثلاثة أقسام تقدم مجموعة متنوعة من البرامج: كلية الآداب والعلوم ؛ كلية كرامر للدراسات العليا في إدارة الأعمال ؛ ومدرسة هاملتون هولت.
تنصُّ يو إس نيوز على أنه يمكن للطلاب الجامعيين في رولينز الاختيار من بين حوالي 30 تخصصًا، بدءًا من دراسات أمريكا اللاتينية ومنطقة البحر الكاريبي إلى علوم الكمبيوتر والكيمياء الحيوية إلى فنون المسرح والرقص. بالإضافة إلى برامجها الجامعية، تقدم رولينز برنامج ماجستير إدارة الأعمال من خلال كلية كرومر (أو كرامر) للدراسات العليا في إدارة الأعمال (بالإنجليزية: Crummer Graduate School of Business). تشمل درجات الدراسات العليا الأخرى الممنوحة ماجستير في الصحة العامة (MPH)، وماجستير في التدريس، وماجستير في التربية في التعليم الابتدائي، وماجستير في الموارد البشرية، وماجستير في الدراسات الليبرالية. «ممشى المشاهير» في رولينز مبطنة بالحجارة من منازل الشخصيات التاريخية الأسطورية: مايا أنجيلو وكونفوشيوس ومارتن لوثر كينج الابن، على سبيل المثال لا الحصر.

### القبول
عملية قبول رولينز «أكثر انتقائية» وفقًا لتقرير يو إس نيوز آند وورلد ريبورت. بالنسبة للفصل الذي يدخلُ خريف 2018، تم قبول 3,635 طالبًا جديدًا من أصل 5,455 متقدمًا، بمعدل قبول 66.6٪، و549 مسجلًا. حصل الطلاب المسجلين في خريف 2018 على معدل تراكمي يبلغ 3.31 ؛ كان النطاق المتوسط 50 ٪ من درجات SAT 590-680 للقراءة والكتابة، و 560-680 للرياضيات، بينما كان نطاق آي سي تي المركّب 24-30. شكلت النساء 58.3٪ من المستجدين و41.7٪ الرجال.

### الترتيب
حصلت كليّة رولينز على المركز الأول في تصنيف يو إس نيوز آند وورد ريبورت (بالإنجليزية: US News & World Report) لعام 2021 «لأفضل الجامعات الإقليمية في التصنيف الجنوبي». وحصلت الكلية أيضًا على المرتبة الأولى في «أفضل تعليم جامعي» والمرتبة 14 على «أفضل المدارس القيمة» في فئة الجامعات الإقليمية الجنوبية. وفقًا لتقرير يو إس نيوز آند وورد ريبورت لعام 2020 «أفضل الجامعات الإقليمية في التصنيف الجنوبي»، تم تصنيف رولينز في المرتبة الأولى بشكل عام في جنوب الولايات المتحدة من بين 136 مدرسة إقليمية حاصلة على أعلى درجة ماجستير، والأولى في «أفضل تعليم جامعي»، مرتبطة بـ المرتبة الرابعة في فئة «المدارس الأكثر ابتكارًا»، والمرتبة السابعة عن «أفضل قيمة»، والمرتبة 87 في «أفضل أداء في مجال التنقل الاجتماعي». كما تم تسمية كلية واحدة من أكبر المنتجين الوطنيين من برنامج فولبرايت بين الماجستير منح المؤسسات في جميع أنحاء الولايات المتحدة، منذ بداية المنحة في عام 1951، تم منح 48 رولنز الطلاب شرف المرموقة، اعتبارًا من 2019.

### كلية الآداب والعلوم

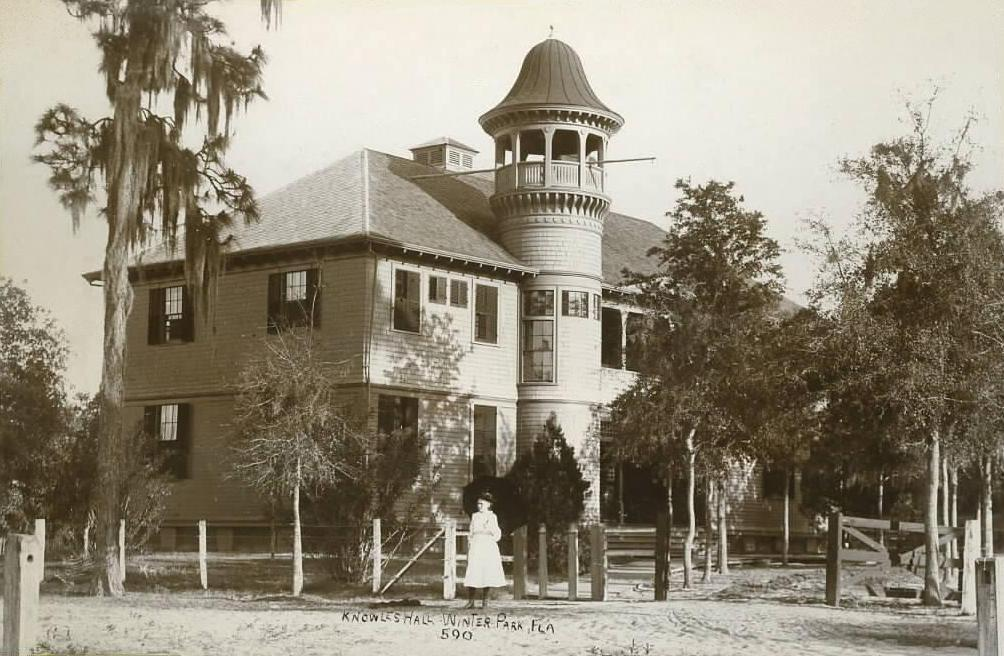
أولد نولز هول، 1886-1909، أول مبنى فصلي في الكلية.

تضمُّ كلية الآداب والعلوم وكلية الدراسات المهنية 1,884 طالبًا ونسبة الطالب إلى أعضاء هيئة التدريس من 10 إلى 1. اثنان وتسعون في المائة من أعضاء هيئة التدريس حاصلون على درجة الدكتوراه. أو أعلى درجة في مجالهم. تقدم الكلية ثمانية وعشرين تخصصًا جامعيًا ومجموعة متنوعة من البرامج متعددة التخصصات التي تسمح للطلاب بتصميم دوراتهم الدراسية الخاصة.
مثل العديد من برامج الفنون الحرة، تعمل كلية الآداب والعلوم على فلسفة أن الطلاب يجب أن يتلقوا تعليمًا جيدًا بغض النظر عن تخصصهم المختار. على هذا النحو، يتطلب إكمال درجة البكالوريوس في الآداب الحصول على 140 وحدة معتمدة مطلوبة للتخرج ليتم اشتقاقها بالتساوي تقريبًا من دورات التعليم العام والدورات الرئيسية/الثانوية والدورات الاختيارية. عادةً ما تبلغ قيمة الفصول الدراسية في كلية الآداب والعلوم أربعة اعتمادات، على عكس الوحدات الدراسية الثلاثة التقليدية لكل فئة هيكلية للعديد من الجامعات الأمريكية. تتطلب الكلية أيضًا 140 ساعة معتمدة للتخرج بدلاً من 120 ساعة معتمدة.

### كلية كرومر للدراسات العليا في إدارة الأعمال
تقدم مدرسة كلية كرومر للدراسات العليا في إدارة الأعمال (بالإنجليزية: Rollins College Crummer) للدراسات العليا للأعمال، درجة الماجستير في إدارة الأعمال (ماجستير إدارة الأعمال) من خلال ثلاثة برامج مختلفة:
- برنامج ماجستير إدارة الأعمال الأولى (بالإنجليزية: Early Advantage) هو برنامج ليوم كامل مصمم لخريجي الجامعات الجدد ممن لديهم خبرة عملية قليلة أو معدومة. يمكن للطلاب إكمال البرنامج في غضون 16 إلى 21 شهرًا.
- برنامج ماجستير إدارة الأعمال الاحترافي هو برنامج مدته 24-27 شهرًا مصمم للطلاب الذين لديهم مجموعة واسعة من الخبرات التعليمية والمهنية التي تعكس ما تجده في مكان العمل.
- برنامج ماجستير إدارة الأعمال التنفيذية هو برنامج مكثف وشامل يمكنه تسريع حياتك المهنية في غضون 15 شهرًا. لقد تم تصميمه للمهنيين من المستوى المتوسط إلى العالي الذين يفضلون مزيجًا من دروس عبر الإنترنت وفصول يوم السبت.

تم تصميم كل برنامج لوضع الأساس للطلاب لتسريع أهدافهم المهنية، واكتساب ميزة تنافسية في السوق، والتقدم في مؤسساتهم. يتم إعداد خريجي ماجستير إدارة الأعمال في رولينز لتحديات الاقتصاد العالمي التنافسي من خلال فرص الدراسة الدولية، ويتمتع جميع الطلاب والخريجين بإمكانية الوصول إلى خدمات التطوير الوظيفي. يتمتع خريجو ماجستير إدارة الأعمال في رولينز بإمكانية الوصول إلى الأحداث، وفرص التواصل، ودروس ماجستير إدارة الأعمال المجانية، والخدمات المهنية مدى الحياة، بالإضافة إلى الخصومات على دورات التطوير المهني المقدمة من خلال إدارة رولينز ومركز التعليم التنفيذي.
تم إدراج برامج ماجستير إدارة الأعمال في رولينز في العديد من التصنيفات الوطنية لكليات إدارة الأعمال، بما في ذلك:
- فوربس : المركز 44 في ترتيب الجامعات (2017).[82]
- التميز في القيادة : # 1 في فلوريدا (2018)

تضم مجلة برينستون ريفيو ماجستير إدارة الأعمال من رولينز في إصدارها لعام 2012 من «أفضل 294 كليات إدارة أعمال» (إصدار 2017). اعتبارًا من عام 2018، تم إدراج برامج ماجستير إدارة الأعمال بدوام كامل وبدوام جزئي في رولينز على أنها تصنيف غير منشور أو «آر إن بي». تم إدراج الربع الأخير من برامج ماجستير إدارة الأعمال المؤهلة للحصول على درجة علمية كاملة في التصنيف غير منشور. التصنيف غير منشور يعني أن يو إس نيوز احتسبت ترتيبًا رقميًا لهذا البرنامج لكنها قررت لأسباب تحريرية عدم نشره.
تم اعتماد برنامج ماجستير إدارة الأعمال في رولينز من قبل جمعية تطوير كليات إدارة الأعمال.

### مدرسة هاملتون هولت
تم تقديم دورات تعليم الكبار في رولينز في البداية فقط للمحاربين العائدين في الحرب العالمية الثانية. في 7 سبتمبر 1960، منحت اللجنة التنفيذية لمجلس أمناء كلية رولينز تفويضًا رسميًا لمعهد الدراسات العامة لمنح درجات عند الانتهاء من متطلبات البرنامج. في 6 نوفمبر 1987، تم تغيير اسم المدرسة إلى مدرسة هاملتون هولت، تكريما لرئيس رولينز الثامن.
تقدم مدرسة هاملتون هولت، درجة البكالوريوس في الآداب في مجموعة متنوعة من التخصصات بالإضافة إلى العديد من درجات الدراسات العليا. مثل كلية الآداب والعلوم، يتطلب برنامج البكالوريوس في مدرسة هاملتون هولت مجموعة من دورات التعليم العام والدورات الرئيسية/الثانوية والاختيارية. على عكس نظيرتها السكنية، تركز مدرسة هاملتون هولت على الطالب غير التقليدي، الذي تم تحديده على أنه فرد عامل يسعى إلى التقدم المهني، وبالتالي يقوم بجدولة معظم الدورات في المساء وفي عطلات نهاية الأسبوع. يدفع الطلاب المسجلين في مدرسة هاملتون هولت الرسوم الدراسية لكل ساعة معتمدة وليسوا مؤهلين للحصول على سكن داخل الحرم الجامعي، على الرغم من أن المجتمعات المحيطة تقدم سكنًا خارج الحرم الجامعي خصيصًا لطلاب رولينز. الرسوم الدراسية في هاميلتون هولت هي 576 دولارًا لكل ساعة معتمدة أو 1.728 دولارًا لكل دورة. تتطلب مدرسة هاميلتون هولت 140 ساعة للتخرج وستحول أيضًا ما يصل إلى 64 ساعة معتمدة أو ما يعادلها بدرجة AA من كلية مجتمع مدتها سنتان. يمكن للطلاب أيضًا التحويل في دورات من كليات وجامعات 4 سنوات. بالإضافة إلى ذلك، يسمح البرنامج للطلاب بالتسجيل في حمل الدورة المناسبة لجدولهم الزمني خلال أي من الفصول الثلاثة لمدرسة هاملتون هولت (الخريف، الربيع، الصيف). سيؤدي أخذ كميات أصغر من الدورات التدريبية إلى إطالة تاريخ إكمال الطالب.
تشمل برامج الدراسات العليا المقدمة من خلال مدرسة هاميلتون هولت ما يلي:
- ماجستير في الصحة العامة (MPH)
- ماجستير الآداب في استشارات الصحة العقلية السريرية
- ماجستير الآداب في تدريس التعليم الابتدائي (للخريجين الجدد غير المعتمدين)
- ماجستير التربية في التعليم الابتدائي (للمعلمين المعتمدين المعتمدين)
- ماجستير في الموارد البشرية
- ماجستير في الدراسات الليبرالية

تشمل البرامج الجامعية المقدمة من خلال مدرسة هاميلتون هولت، من بين أمور أخرى:
- الدراسات الأمريكية الأفريقية
- دراسات بيئية
- إدارة الخدمات الصحية
- العلوم الإنسانية
- الشؤون الدولية
- الدراسات اليهودية
- الجنسانية ودراسات المرأة والجنس

### برامج خاصة
لدى رولينز أيضًا أربعة برامج خاصة:
- مؤتمر كلية رولينز
- برنامج درجة الشرف
- برنامج الإدارة المعجل
- البرنامج الدولي
- برنامج الهندسة التعاونية (2/3)

#### مؤتمر كلية رولينز
مؤتمر كلية رولينز، إجراؤه في الفصل الدراسي الأول من السنة الأولى للطالب، مطلوب من جميع الطلاب غير المنقولين في كلية الآداب والعلوم. تعتبر الدورة بمثابة دورة توجيهية ودورة موضوعية في مجال اهتمام الطالب. يعمل الأستاذ في هذه الدورة كمستشار أكاديمي للطلاب المسجلين حتى يختاروا التخصص ويختارون مستشارًا جديدًا من القسم المقابل. ينضم إلى الدورة واحد أو اثنان من الموجهين الأقران (كبار الطلاب ذوي التدريب الخاص) ويقدمون المشورة والدعم للطلاب الجدد.

#### برنامج درجة الشرف
يسمح برنامج الدرجة الفخرية، للطلاب المتفوقين في كل فصل يدخل كلية الآداب والعلوم بإكمال سلسلة من الندوات الخاصة متعددة التخصصات، والتي تحل محل ما يقرب من ثلثي متطلبات التعليم العام بالمدرسة. للحصول على درجة مرتبة الشرف، يجب على الطلاب أيضًا إكمال أطروحة في مجال تخصصهم خلال سنواتهم الأولى والعليا.

#### برنامج الإدارة المعجل
يسمح برنامج الإدارة المعجَّل، للطلاب المختارين بالحصول على درجة البكالوريوس من كلية الآداب والعلوم وماجستير إدارة الأعمال من كلية كرامر للأعمال في إجمالي خمس سنوات. يجب على الطلاب المسجلين في هذا البرنامج إكمال جميع متطلبات التعليم العام والمتطلبات الرئيسية / الثانوية قبل نهاية السنة الثالثة. في عامهم الرابع، يأخذ الطلاب دورات من برنامج ماجستير إدارة الأعمال الأولّي، والذي يتم من خلاله تطبيق الاعتمادات على نصوص الدرجات الجامعية والدراسات العليا. عند الانتهاء من السنة الرابعة، يتخرج طلاب AMP من كلية الآداب والعلوم ويمشون مع فصلهم في البداية. في السنة الخامسة، يكمل الطلاب درجة الماجستير في إدارة الأعمال ويتخرجون مرة ثانية.

#### البرامج الدولية
تقدم جميع المدارس الثلاث في رولينز دورات دولية، إلى وجهات مثل لندن وسيدني ومدريد، من بين آخرين. وتقدم بعض البرامج مباشرة من خلال رولنز، في حين تقدم الآخرين من خلال شراكات مع غيرها من الكليات والجامعات. يمكن للطلاب الدراسة في الخارج لمدة أسبوع أو فصل دراسي كامل.

## ألعاب القوى

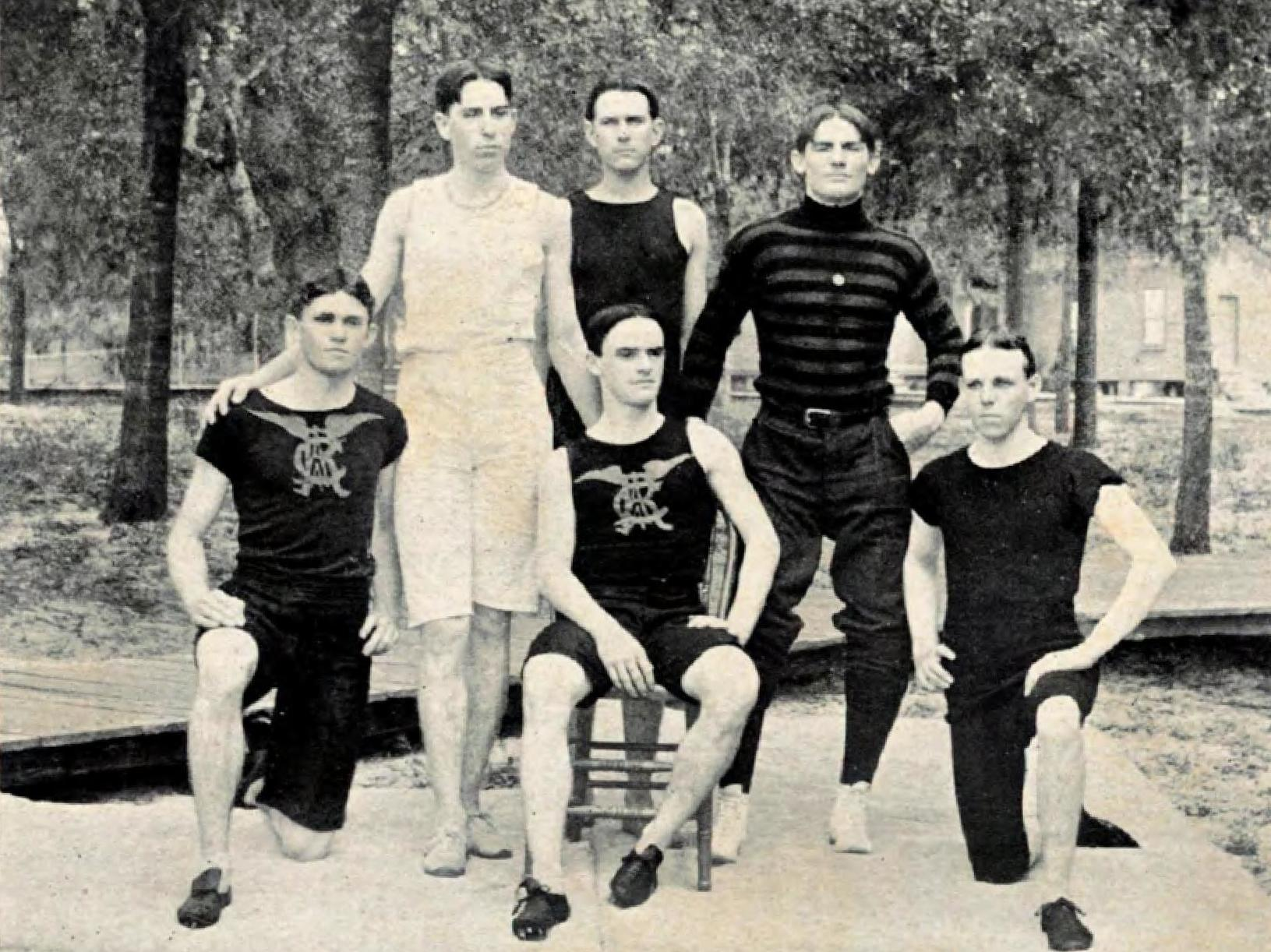
فريق الكليّة

يُشارك رولينز في مؤتمر سانشاين ستايت التابع للرابطة الوطنية لرياضة الجامعات، القسم الثاني، لمعظم رياضاته. يتنافس برنامج لاكروس للسيدات بالكلية كبرنامج مستقل لمبادرة DII. تتنافس فرق التجديف في رابطة التجديف الجنوبية المشتركة بين الكليات ورابطة التجديف بين الكليات في فلوريدا بينما تتنافس فرقة الإبحار الشراعية في رابطة الإبحار بين الكليات في جنوب المحيط الأطلسي. تتنافس فرق رولينز للتزلج على الماء في القسم الأول من الرابطة الوطنية لرياضة الجامعات، وهو البرنامج المدرسي الوحيد الذي يقوم بذلك. تسمى فرق رولينز الرياضية التارس (اسم قديم للبحار). يتضمن تقليد رولينز الرياضي 23 بطولة وطنية و 67 لقبًا لمؤتمر ولاية صن شاين. ترعى المدرسة ثلاثة وعشرين فريقًا جامعيًا: أنجح رياضة في تاريخ رولينز هي لعبة الجولف النسائية. لديهم 13 بطولة وطنية. في عامي 1950 و1956، فازت بيتي رولاند ومارلين ستيوارت ستريت، على التوالي، ببطولة الجولف الفردية بين الكليات للسيدات (حدث أجراه قسم الفتيات والرياضات النسائية (DGWS) - والذي تطور لاحقًا إلى بطولة الرابطة الوطنية لرياضة الجامعات - جولف السيّدات). في السنوات اللاحقة، أصبحت بتينا ووكر (1988، 1989)، ديبي باباس (1990، 1991، 1992)، ماريانا دي بياز (2006) وجوانا كو (2008) أبطالًا قوميين فرديين في الكلية الصغيرة ومستويات القسم الثاني من الرابطة الوطنية لرياضة الجامعات.

## الحياة في الحرم الجامعي
تقع كلية رولينز في وينتر بارك، على بعد دقائق قليلة من وسط مدينة أورلاندو. يوجد أكثر من 150 ناديًا ومنظمة طلابية في الحرم الجامعي، بما في ذلك نادي التزلج على الماء ونادي الرقص. تتنافس فرق التارس، فرق رولينز الرياضية، في مؤتمر ولاية صن شاين التابع للرابطة الوطنية لرياضة الجامعات، القسم الثاني، وتشكل فريقًا للتزلج على الماء من بين آخرين. تضم الحياة اليونانية الكبيرة في الحرم الجامعي أكثر من 10 أخويات وجمعيات نسائية. يعيش حوالي 75 بالمائة من الطلاب في الحرم الجامعي في إحدى قاعات الإقامة أو المجمعات السكنية. بالإضافة إلى ذلك، هناك حافلات مكوكية أسبوعية، «رولي ترولي»، لتوفير النقل إلى منطقة التسوق للطلاب.

### يوم الثعلب
يوم الثعلب هو تقليد سنوي في رولينز. منذ عام 1956 (باستثناء فترة الرئيس جاك كريتشفيلد، 1969-1978)، كل ربيع، يلغي الرئيس جميع الفصول الدراسية، مما يوفر للطلاب الجامعيين يومًا مفاجئًا لاستكشاف الشواطئ المحلية ومدن الملاهي، معًا في الكلية، العودة في وقت متأخر بعد الظهر لحضور حفل شواء. يُعرف باسم يوم فوكس، لأنه يتم وضع تمثال للثعلب في ميلز لاون (العشب الرئيسي للمدرسة)، مما يدل على يوم العطلة.
كان تمثال الثعلب، الذي كان مصحوبًا في الأصل بتمثال قطة، هدية من السناتور موراي سامز في عام 1934 إلى الرئيس هاملتون هولت حيث كان يعتقد أنه "سيتم تكريسه بشكل ملائم" في رولينز. جاءوا في الأصل من فرنسا، ويعتقد أنهم قطعوا ساخرة، تصور، "الشعب (القط) يصنع قوسه الكاسح في تحية منافقة للبابوية (فوكس). تم وضع التماثيل على قواعد بالقرب من القاعة الترفيهية القديمة والتي تم استبدالها الآن بالمسبح. أنشأ هولت "مجتمع القطط" للنساء و "جمعية فوكس" للرجال، وتتألف كل مجموعة من أربعة أشخاص، يتم اختيارهم عن طريق التصويت السنوي من قبل الجنس الآخر من الجسم الطلابي للمجموعة المقابلة. تم السماح فقط للمس التماثيل من قبل الأعضاء المميزين المعنيين. من حين لآخر، تم أخذ التماثيل وإخفائها كنكات عملية. ومع ذلك، تم تدمير تمثال القط في ظروف غامضة في عام 1949 مع تحديد مكان البقايا. منذ ذلك الحين، تم إخفاء الثعلب وإحضاره فقط ليوم فوكس.
خلال موسم فوكس داي 2015، تم توزيع عريضة على نطاق واسع لتشمل طلاب هولت وكرامر في التقليد الشعبي. حاليًا، لا يتم إعفاء هؤلاء الطلاب من الفصول، مما يحد من مشاركتهم في الاحتفالات السنوية ؛ تعزيز الانفصال بين المساء وطلاب الدراسات العليا في الحرم الجامعي. في مارس 2020، أُغلق الحرم الجامعي وأرسل الطلاب إلى منازلهم نتيجة لوباء كوفيد-19، مما أدى إلى عدم حدوث يوم فوكس خلال العام الدراسي 2019-2020.

### مهرجان وينتر بارك باخ
منذ عام 1935، جلب مهرجان وينتر بارك باخ، وهو ثالث أقدم مهرجان مستمر لباخ في الولايات المتحدة، بعضًا من أعلى المستويات، من الفنانين الكلاسيكيين من جميع أنحاء العالم إلى الحرم الجامعي، لحدث لمدة أسبوعين. تعتبر جمعية مهرجان باخ المكونة من 150 صوتًا، واحدة من أرقى مجتمعات الخطابة في أمريكا.

### الراديو
دبليو بي آر كي 91.5 إف إم ذا بيست إن باسمنت راديو هي محطة إذاعية جامعية غير تجارية تقع في وينتر بارك بولاية فلوريدا تملكها وتشغلها كلية رولينز. إشاراتها مسموعة في معظم أنحاء منطقة أورلاندو الحضرية، أو من سيوولج إلى سانفورد كما قال دي جي على الهواء.

## خريجون متميّزون
هذه قائمة بأبرز خرّيجي جامعة أو كليَة رولينز مع دفعة التخرج وسبب الشهرة أو مجال العمل.
| الخرّيج                                         | سبب الشهرة |
| ---------------------------------------------- | --- |
| دوان أكيرمان (رولينز كوليج 64، كرامر كوليج 70) | رئيس مجلس الإدارة والرئيس التنفيذي لشركة بيل ساوث                                                                   |
| بولين بيتز أدي (رولينز كوليج 43)               | لاعب تنس محترف |
| ريكس بيتش (رولينز كوليج (1894-1896))           | روائي |
| أماندا بيرس                                    | ممثلة اشتهرت بدور مارسي في المسرحية الهزلية " متزوج.. ولديه أطفال".                                                 |
| كلاي بيلينجر رولينز كوليج (1987-1989))         | لاعب فريق نيويورك يانكي السابق، ولعب في بطولة العالم 1999-                                                          |
| جين بلالوك (رولينز كوليج 67)                   | لاعب غولف محترف |
| إريك بولينج (رولينز كوليج 84)                  | شخصية تلفزيونية إخبارية مالية                                                                                       |
| لورنزو بورغيس (رولينز كوليج 95)                | نجمة تلفزيون الواقع على برنامج البكالوريوس على قناة آي بي سي                                                        |
| جيم بودين                                      | مدير عام محترف للبيسبول                                                                                             |
| لاري بوركيت                                    | مضيف برنامج إذاعي مالي                                                                                              |
| جون كاستينو                                    | أول ضابط شرطة سابق وصاعد العام في مينيسوتا توينز                                                                    |
| جين تشامبرز (رولينز كوليج (1954-1956))         | كاتبة وكاتبة مسرحية نسوية                                                                                           |
| روبيون تشارلز، دكتوراه (رولينز كوليج 94)       | نائب رئيس قسم تطوير الكليات في كلية أغنيس سكوت والمعلم الجنوبي الرائد                                               |
| دوروثي تشيني (رولينز كوليج 45)                 | لاعب تنس محترف |
| ايلي كورنيل                                    | الممثلة، الهالوين 4، الهالوين 5                                                                                     |
| ليانزا كورنيت                                  | ملكة جمال أمريكا 1993، مضيفة مشاركة سابقة لبرنامج آي تي                                                             |
| دونالد ج. كرام (رولينز كوليج 41)               | الحائز على جائزة نوبل في الكيمياء عام 1987                                                                          |
| جي سي كريسي (كرامر كوليج 90)                   | منتج أفلام بريطاني أمريكي، أكاديمي                                                                                  |
| ميج كروفتون                                    | رئيس منتجع والت ديزني وورلد                                                                                         |
| دوروثي كولمان                                  | منتج تلفزيوني ومحسن                                                                                                 |
| فيليب كامينغز، (رولينز كوليج 29                | مدرس لغة ثم محلل سياسي ومحاضر                                                                                       |
| أولكوت دمينغ                                   | سفير الولايات المتحدة السابق في أوغندا                                                                              |
| راست ديمينغ (رولينز كوليج 64)                  | سفير الولايات المتحدة السابق في تونس                                                                                |
| جوناثان دن رانكين با                           | ممثل، صحفي تلفزيوني، ناشط مثلي الجنس                                                                                |
| أليس صبغ (رولينز كوليج 48)                     | لاعب غولف هواة، مهندس ملاعب غولف وعضو في إنديانا جا وإف إس جي آي وعضو أيضًا في قاعة المشاهير                         |
| بيت صبغ                                        | لاعب غولف هواة، مهندس ملاعب غولف، حائز على عدّة جوائز وعضو في قاعة مشاهير.                                           |
| بادي إبسن                                      | ممثل اشتهر بعمله في فطور في تيفاني وبيفرلي هيلبيليس                                                                 |
| جيجي فرنانديز كرامر كوليج (2009 أو 2010)       | لاعب تنس محترف |
| كريستوفر فيتزجيرالد (رولينز كوليج 1995)        | ممثل (مسرحيات برودواي الموسيقية شرير، يونغ فرانكشتاين)                                                              |
| موريل فوكس                                     | ناشطة في مجال حقوق المرأة، مؤسسة مشاركة للمنظمة الوطنية للمرأة                                                      |
| شيرلي فراي إيرفين (رولينز كوليج 1949)          | لاعب تنس محترف |
| راهول غاندي                                    | سياسي هندي |
| ستيفاني غلانس (رولينز كوليج 85)                | مديرة فريق كرة السلة للسيدات بجامعة كولومبيا                                                                        |
| جويل جرينبيرج                                  | محصل ضرائب مقاطعة فورمر؛ يقضي حاليًا وقتًا في السجن الفيدرالي لارتكابه جرائم الاتجار الاقتصادي والجنس.                |
| جريج هان                                       | كوميدي ستاندوب |
| ريان هانيجان                                   | الماسك لبوسطن ريد سوكس من دوري البيسبول الرئيسي                                                                     |
| جانيس هيرش (رولينز كوليج 72)                   | منتج تنفيذي مشارك وكاتب لسلسلة المربية وويل وغريس. كاتب سلسلة فريزر                                                 |
| جليندا هود                                     | العمدة السابق لأورلاندو، فلوريدا (1992-2003)؛ وزير خارجية فلوريدا (2003-2005)                                       |
| هربرت دبليو هوفر الابن (رولينز كوليج 41)       | الرئيس السابق ورئيس مجلس إدارة شركة هوفر (1954-1966)                                                                |
| إيدي هوانغ                                     | صاحب مطعم وشخصية طعام ومؤلف ومحامي سابق                                                                             |
| دانا آيفي (رولينز كوليج 63)                    | ممثلة، (ظهرت في عددٍ من الأفلام لعلَّ أبرزها اللون الأرجواني، المساعدة، وحيد في المنزل: ضائع في نيويورك (الجزء الثاني) |
| كريس كال                                       | اشتهر المغني بأغانيه عن فلوريدا                                                                                     |
| كريس كيركباتريك                                | ممثل وموسيقي، اشتهر بأنه عضو في إن سينك                                                                             |
| جاك كرامر                                      | لاعب تنس محترف |
| روبرت لادو                                     | لغوي وقائد تربوي |
| براد ليناويفر                                  | كاتب خيال علمي ومنتج أفلام وكاتب سيناريو وناشر مجلة                                                                 |
| ويندي شيتزل ليسكو                              | خبير الشباب، المدير التنفيذي لمشروع النشاط الشبابي                                                                  |
| بوب لويس (رولينز كوليج 67)                     | لاعب الجولف الهواة (رولينز كوليج قاعة مشاهير الرياضة في عام 1986)                                                   |
| ديانا لوند                                     | ممثلة تلفزيونية وسينمائية (سلسلة أرض العمالقة)                                                                      |
| باربرا ماكنتاير                                | لاعب غولف |
| جورج إي ميريك                                  | مخطط مدينة كورال جابلز بولاية فلوريدا وأحد مؤسسي جامعة ميامي                                                        |
| إليانور مورس (رولينج كوليج 37)                 | فاعل خير، أحد مؤسسي متحف سلفادور دالي في سانت بطرسبرغ، فلوريدا                                                      |
| مايك نيكوليت (رولينج كوليج 78)                 | لاعب غولف محترف |
| إلين نورديغرين هاميلتون سكول 14                | عارضة الأزياء السويدية والزوجة السابقة للاعب الجولف المحترف تايجر وودز، أعطت عنوان حفل الافتتاح لعام 2014           |
| مايكل نوري                                     | ممثل اشتهر بدوره في فلاش داتس                                                                                       |
| روب أوبنهايم                                   | لاعب غولف محترف |
| ديبورا جيه بالفري                              | سيدتي السابقة المعروفة باسم "دي سي سيدتي" من قبل وسائل الإعلام                                                      |
| تشونسي باركر                                   | مسؤول حكومة ولاية نيويورك                                                                                           |
| روبرت نيوتن بيك (رولينج كوليج 53)              | مؤلف أدب الأطفال |
| أنتوني بيركنز                                  | ممثل اشتهر بدوره في دور نورمان بيتس في فيلم ألفريد هيتشكوك النفسي                                                   |
| بيتي روزنكويست برات (رولينج كوليج)             | لاعب تنس محترف |
| مايكل ك. راندولف                               | قاضي مساعد في محكمة ميسيسيبي العليا                                                                                 |
| سكوت رينيجر                                    | ممثل اشتهر بعمله في فيلم داون أوف ذا ديد الأصلي                                                                     |
| فريد روجرز (رولينج كوليج 51)                   | مبتكر ومضيف حي السيد روجرز                                                                                          |
| روبرت روس آر سي 59                             | عضو في بي جي آي لايف ومؤسس نادي بوون فالاي للجولف                                                                   |
| كريس روسو                                      | مضيف إذاعي وتلفزيوني رياضي، وعلى الأخص على دبليو آي إف إن بنيويورك                                                  |
| ديانا روسو (رولينج كوليج 02)                   | ممثلة، شاركت في بطولة مسلسل درامي لشبكة الولايات المتحدة الأمريكية                                                  |
| ليبي شاف (رولينج كوليج 1987)                   | عمدة أوكلاند، كاليفورنيا                                                                                            |
| تيد شرودر                                      | لاعب تنس محترف |
| ماثيو هـ. سميث                                 | عضو مجلس النواب بنسلفانيا                                                                                           |
| ريتشارد ف.سبنسر 76                             | سكرتير البحرية 76                                                                                                   |
| كارين ستيل                                     | ممثلة اشتهرت بدورها في فيلم مارتي                                                                                   |
| مارلين ستريت (رولينج كوليج 56)                 | لاعب غولف هواة وعضو في قاعة مشاهير الجولف العالمية                                                                  |
| هال سويت                                       | مذيع تلفزيوني وسياسي جورجيا                                                                                         |
| جون سايكس                                      | رجل أعمال |
| لو تمبل (رولينج كوليج 85)                      | ممثل (شارك في عدّة أفلام لعلَّ أبرزها وايتربس، دومينو، مجزرة منشار تكساس:البداية)، لاعب بيسبول سابق وكشَّاف              |
| فريد توتشر                                     | شخصية إذاعية، مضيفة ذا تاتشر أند ريش شاو                                                                            |
| رالف تويتشل                                    | مهندس معماري، يعتبر "جَد" مدرسة ساراسوتا للهندسة المعمارية                                                           |
| كورنيليا والاس                                 | سيدة ألاباما الأولى السابقة، زوجة المرشح الرئاسي الأمريكي جورج والاس                                                |
| وايس (كرامر كوليج 81)                          | رئيس العمليات العالمية لوالت ديزني باركس آند ريزورتس                                                                |
| تيري وود                                       | عضو جمهوري في مجلس نواب كناتيكيت يمثل دارين                                                                         |
| جيري زيبكين (رولينج كوليج 38)                  | أحد الشخصيات الاجتماعية البارزة في نيويورك المعروف بصداقته الطويلة مع السيدة الأولى السابقة نانسي ريغان             |

## في الثقافة الشعبية
بعد ظهوره متحدثًا في رولينز عام 1988، استخدمه كيرت فونيغوت كواحد من عارضات الأزياء للمدرسة في هوكس بوكس ويذكر رولينز مباشرةً على أنه مكان العمل السابق لرئيس المدرسة الخيالية.